# Burmistrzowie Kopenhagi od 1938

## Burmistrzowie Kopenhagi od 1938
Poniższa lista przedstawia nadburmistrzów (duński: Overborgmester) Kopenhagi od 1938 roku (daty wprowadzenia tego stanowiska):
| Lp.  | Zdjęcie | Imię i Nazwisko         | Objęcie urzędu       | Złożenie urzędu      |
| ---- | ------- | ----------------------- | -------------------- | -------------------- |
| 1.   |         | Viggo Christensen       | 1 kwietnia 1938      | 25 kwietnia 1946     |
| 2.   |         | Hans Peter Sørensen     | 25 kwietnia 1946     | 31 maja 1956         |
| 3.   |         | Sigvard Munk            | 1 lipca 1956         | 26 kwietnia 1962     |
| 4.   |         | Urban Hansen            | 26 kwietnia 1962     | 31 marca 1976        |
| 5.   |         | Egon Weidekamp          | 1 kwietnia 1976      | 14 lutego 1989       |
| 6.   |         | Jens Kramer Mikkelsen   | 15 lutego 1989       | 24 października 2004 |
| p.o. |         | Hellen Hedemann         | 25 października 2004 | 26 października 2004 |
| 7.   |         | Lars Engberg            | 26 października 2004 | 31 grudnia 2005      |
| 8.   |         | Ritt Bjerregaard        | 1 stycznia 2006      | 31 grudnia 2009      |
| 9.   |         | Frank Jensen            | 1 stycznia 2010      | 19 października 2020 |
| p.o. |         | Lars Weiss              | 19 października 2020 | 1 stycznia 2022      |
| 10.  |         | Sophie Hæstorp Andersen | 1 stycznia 2022      | nadal                |